# Ludwig Leinberger
Ludwig Leinberger (Norimberga, 21 maggio 1903 – Bad Pyrmont, 3 marzo 1943) è stato un calciatore tedesco, di ruolo centrocampista.